# Archisepsis discolor
Archisepsis discolor är en tvåvingeart som först beskrevs av Jacques-Marie-Frangile Bigot 1857.  Archisepsis discolor ingår i släktet Archisepsis och familjen svängflugor.
Artens utbredningsområde är Kuba. Inga underarter finns listade i Catalogue of Life.